# Университет Дуйсбург-Есен
Университетът Дуйсбург-Есен (на немски: Universität Duisburg-Essen) се намира в провинция Северен Рейн-Вестфалия, Германия.
Създаден е в резултат от сливането на двата, открити през 1972 г., университета Gerhard-Mercator-Universität Duisburg (в Дуйсбург) и Universität-Gesamthochschule Essen (в Есен) на 1 януари 2003 г.
С 13 факултета и повече от 39 000 студенти Университетът Дуйсбург-Есен е сред 10-те най-големи висши училища в Германия.

## Галерия
- Сграда на Института Саломон Щайнхайм
- Университетска клиника
- Университетска библиотека в Дуйсбург
- Кампусът в Есен, изглед от юг

## Факултети
- Архитектура
- Бизнес администрация
- Биология и география
- Изкуство и дизайн
- Икономика
- Инженерство
- Математика
- Медицина (изучава се в отделен Университетска клиника Есен)
- Образователни науки (педагогика, спорт, др.)
- Социални науки
- Физика
- Химия
- Хуманитарни науки